# Beit Sira
Beit Sira, en arabe : بيت سيرا, est un village du gouvernorat de Ramallah et Al-Bireh en Palestine. Il est situé à 22 km à l'ouest de Ramallah et au centre de la Cisjordanie.
Selon le recensement du bureau central palestinien des statistiques, la localité compte une population de 3 343 habitants en 2017.
La ville est jumelée avec Montreuil en France depuis 2005.